# Giuseppe Francescato
Giuseppe Francescato (Udine, 19 settembre 1922 – Udine, 7 agosto 2001) è stato un linguista italiano, tra i maggiori studiosi che si siano occupati della lingua friulana.

## Biografia

### Formazione e attività professionale
Laureato nel 1945 all'Università degli studi di Padova, presso la Facoltà di Lettere e filosofia, con una tesi in glottologia condotta sotto la guida di Carlo Tagliavini, iniziò ad insegnare nelle scuole medie a Udine. Borsista all'Università dell'Indiana a Bloomington negli Stati Uniti, entrò in contatto con Thomas Sebeok, Charles F. Voegelin e Marvin Herzog, e conseguì il titolo di Master of Arts (nell'anno accademico 1951-1952). Negli anni 1953-1954 si trasferì a Copenaghen, in Danimarca, dove seguì i corsi di Louis Hjelmslev. Nel 1955 si perfezionò presso l'Università di Innsbruck, con l'aiuto di Adalbert Kuhn. La preparazione di alto profilo gli valse l'incarico di docenza di lingua italiana presso l'Università per stranieri di Perugia. Nel 1960 si laureò, sempre presso l'Università di Padova, anche in filosofia, e si trasferì in Olanda prima come membro dell'Istituto Italiano di Cultura, poi come assistente di lingua italiana all'Università di Leida e di Utrecht e infine come successore di E. Morpurgo alla cattedra di lingua e letteratura italiana all'Università di Amsterdam nel 1962. Nel 1973 vinse un concorso per la cattedra universitaria in Italia e venne chiamato a insegnare Dialettologia italiana e poi Linguistica generale presso la Facoltà di Lettere e Filosofia dell'Università degli studi di Trieste.

### Campi di ricerca
Gli interessi di Francescato si sono estesi a molti ambiti della linguistica: dalla linguistica storica alla linguistica teorica, dalla dialettologia alla psicolinguistica e alla sociolinguistica. Nei suoi primi scritti, sembrò prevalere l'attenzione per la lingua friulana, i cui risultati sono ben rappresentati nella sua Dialettologia friulana. A partire dagli anni settanta, Francescato si interessò agli aspetti dinamici del linguaggio infantile e delle questioni psicolinguistiche e sociolinguistiche dei fenomeni di plurilinguismo. Infine la sua ricerca si rivolse alla "descrizione linguistica di comunità caratterizzate da repertori linguistici complessi, a cominciare dalle comunità friulane per poi concentrarsi sulla comunità germanofona di Timau" e prese forma con la pubblicazione di Tre lingue per un paese: Timau.

## Opere principali
- Giuseppe Francescato, Dialettologia friulana, Udine, Società Filologica Friulana, 1966.
- Giuseppe Francescato, Il linguaggio infantile. Strutturazione e apprendimento, Torino, Einaudi, 1966.
- Giuseppe Francescato e Fulvio Salimbeni, Storia, lingua e società in Friuli, Udine, Casamassima, 1976.
- Giuseppe Francescato, Studi linguistici sul friulano, Firenze, L. S. Olschki, 1970.
- Giuseppe Francescato, Nuovi studi linguistici sul friulano, Udine, Società Filologica Friulana, 1991.
- Giuseppe Francescato e Paola Solari Francescato, Tre lingue per un paese: Timau, Galatina, Congedo editore, 1994, ISBN 88-8086-067-4.